# Montmartin-en-Graignes
Montmartin-en-Graignes est une ancienne commune française du département de la Manche et de la région Normandie, peuplée de 607 habitants.
Le 1er janvier 2019, la commune fusionne et intègre Carentan-les-Marais avec les autres communes de Brucheville, Catz, Saint-Hilaire-Petitville et Vierville.

## Géographie

### Localisation
La commune est au nord du Pays saint-lois, dans le parc naturel régional des Marais du Cotentin et du Bessin, surplombant les marais de Carentan. Son bourg est à 8,5 km au sud-ouest d'Isigny-sur-Mer, à 9,5 km au sud-est de Carentan et à 21 km au nord de Saint-Lô.
Les communes limitrophes sont  Graignes-Mesnil-Angot, Isigny-sur-Mer, Les Veys, Neuilly-la-Forêt, Saint-André-de-Bohon, Saint-Fromond, Saint-Georges-de-Bohon, Saint-Hilaire-Petitville, Saint-Jean-de-Daye et Saint-Pellerin.

### Géologie et relief
Couvrant 3 034 hectares, le territoire de Montmartin-en-Graignes est le plus étendu du canton de Pont-Hébert.

### Milieux naturels et biodiversité
- Maison des Ormes avec espace découverte des marais du Cotentin et du Bessin.
- Réserve naturelle régionale des marais de la Taute.
- Ancien canal de Vire et Taute.

## Urbanisme

### Voies de communication et transports
La commune est desservie par le transport en commun départemental par bus (Manéo) via la ligne 001 Cherbourg-Octeville - Valognes - Carentan - Saint-Lô.

## Toponymie
Le nom de la localité est attesté sous la forme Monte-Martini au XIIIe siècle.
Le toponyme est parmi les nombreux toponyme issus du latin mons, « mont », Pour le deuxième élément, il peut s'agir de Martin de Tours, évêque du IVe siècle ou d'un anthroponyme plus commun. Graignes est une localité limitrophe.
Le gentilé est Montmartinais.

## Histoire

### Moyen Âge
En 1463, lors de la recherche de noblesse de Montfaut, une branche cadette de la famille d'Auxais est maintenue noble dans la paroisse de Montmartin-en-Graignes.

### Temps modernes
Au XVIIe siècle, la seigneurie de Montmartin est la possession de René de Hennot, capitaine de cavalerie, fils de Guillaume de Hennot, et également seigneur de Théville et de Chef-du-Pont.
Le 25 février 1670, François de Matignon, dans un aveu est titré de comte de Thorigny et de Montmartin, seigneur et baron de Saint-Lô, conseiller du roi en ses conseils, chevalier de ses ordres, capitaine de 100 hommes d'armes de ses ordonnances, gouverneur des villes, châteaux et citadelle de Cherbourg, Granville et Saint-Lô, lieutenant général de ses armées et au gouvernement de Normandie.

### Révolution française et Empire
À la création des cantons sous la Révolution, Montmartin est chef-lieu de canton. Ce canton est supprimé lors du redécoupage cantonal de l'an IX (1801).

### Époque contemporaine
Le 14 juin 2018, le conseil municipal de Carentan-les-Marais a voté l’intégration de la commune de Montmartin-en-Graignes à la commune nouvelle, qui prendra effet à partir du 1er janvier 2019.

## Politique et administration
| Période                                  | Période       | Identité         | Étiquette | Qualité                                                         |
| ---------------------------------------- | ------------- | ---------------- | --------- | --------------------------------------------------------------- |
| 1872                                     | 1874          | Émile Lenoël     |           | Avocat                                                          |
|                                          |               |                  |           |                                                                 |
| 1888                                     | 1888          | Émile Lenoël     |           | Avocat, sénateur, vice-président du Sénat de mai à octobre 1893 |
|                                          |               |                  |           |                                                                 |
| ?                                        | mars 2001     | Georgette Michel |           |                                                                 |
| mars 2001                                | décembre 2018 | Hubert Lhonneur  | SE        | Agriculteur                                                     |
| Les données manquantes sont à compléter. |               |                  |           |                                                                 |

Le conseil municipal était composé de quinze membres dont le maire et trois adjoints.

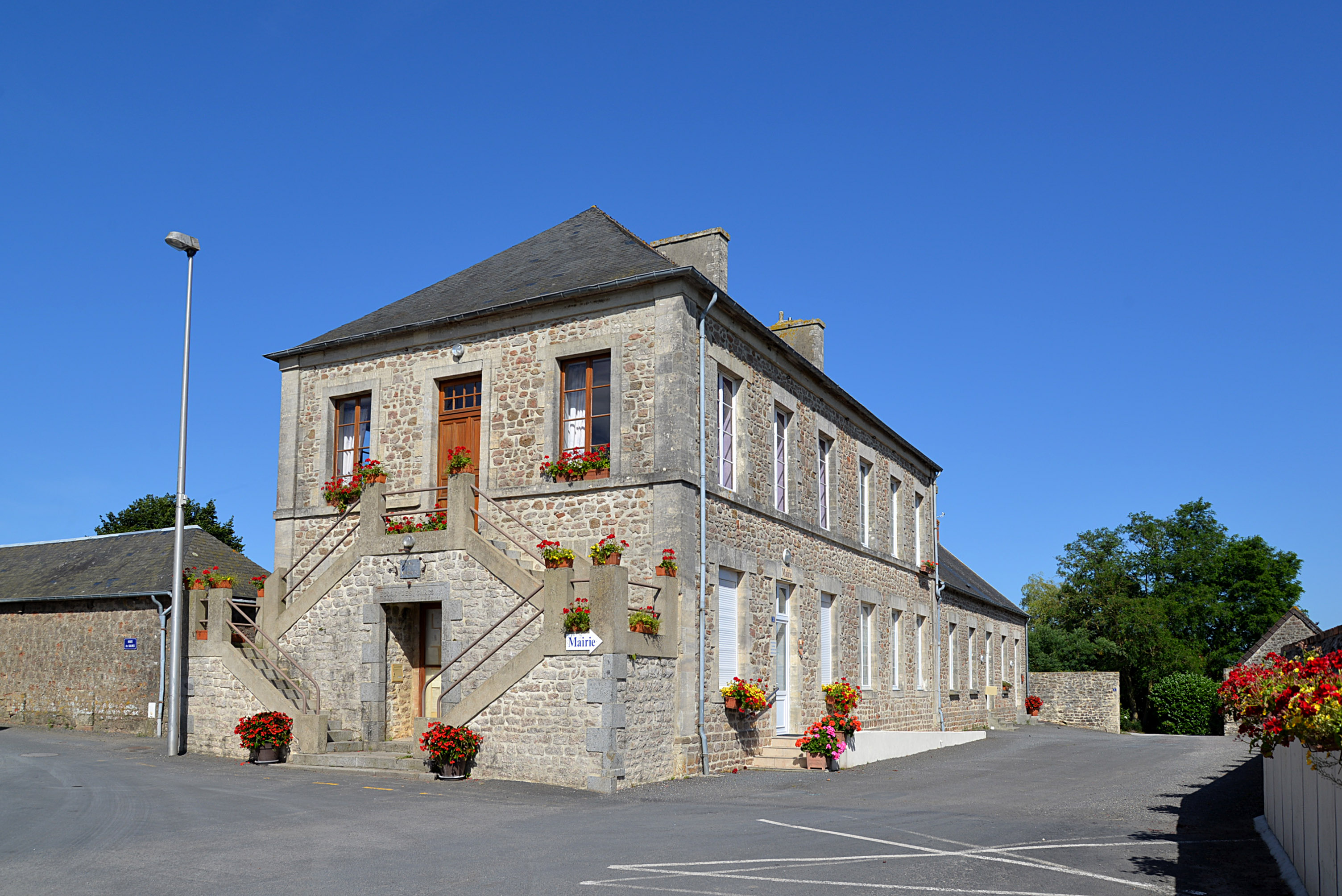

| Période                                  | Période  | Identité        | Étiquette | Qualité     |
| ---------------------------------------- | -------- | --------------- | --------- | ----------- |
| janvier 2019                             | En cours | Hubert Lhonneur | SE        | Agriculteur |
| Les données manquantes sont à compléter. |          |                 |           |             |

## Population et société

### Démographie
En 2021, la commune comptait 607 habitants. Depuis 2004, les enquêtes de recensement dans les communes de moins de 10 000 habitants ont lieu tous les cinq ans (en 2007, 2012, 2017, etc. pour Montmartin-en-Graignes) et les chiffres de population municipale légale des autres années sont des estimations.
Montmartin-en-Graignes a compté jusqu'à 1 609 habitants en 1846.
| 1793  | 1800  | 1806  | 1821  | 1831  | 1836  | 1841  | 1846  | 1851  |
| ----- | ----- | ----- | ----- | ----- | ----- | ----- | ----- | ----- |
| 1 284 | 1 380 | 1 493 | 1 503 | 1 466 | 1 437 | 1 530 | 1 609 | 1 530 |

| 1856  | 1861  | 1866  | 1872  | 1876  | 1881  | 1886  | 1891  | 1896  |
| ----- | ----- | ----- | ----- | ----- | ----- | ----- | ----- | ----- |
| 1 437 | 1 430 | 1 433 | 1 379 | 1 373 | 1 368 | 1 365 | 1 262 | 1 234 |

| 1901  | 1906  | 1911 | 1921 | 1926 | 1931 | 1936 | 1946 | 1954 |
| ----- | ----- | ---- | ---- | ---- | ---- | ---- | ---- | ---- |
| 1 131 | 1 100 | 993  | 896  | 837  | 772  | 799  | 730  | 783  |

| 1962 | 1968 | 1975 | 1982 | 1990 | 1999 | 2007 | 2011 | 2016 |
| ---- | ---- | ---- | ---- | ---- | ---- | ---- | ---- | ---- |
| 737  | 651  | 582  | 552  | 526  | 522  | 543  | 562  | 595  |

| 2019 | - | - | - | - | - | - | - | - |
| ---- | - | - | - | - | - | - | - | - |
| 606  | - | - | - | - | - | - | - | - |

### Sports et loisirs
L'Association sportive de Montmartin-en-Graignes fait évoluer deux équipes de football en divisions de district.

## Économie
La commune se situe dans la zone géographique des appellations d'origine protégée (AOP) Beurre d'Isigny et Crème d'Isigny.

## Culture locale et patrimoine

### Lieux et monuments
- Château des Vignes du XVe siècle.
- Église Saint-Martin (XIIe, XVIIIe – XXe siècles). Sous l'avant-porche gothique, portail de style roman avec fronton sculpté en bas-relief une charité de saint Martin du XIIe. L'édifice abrite une verrière du XXe de Mauméjean.
- Charreterie de la ferme de la Planque du XIXe siècle : construite en bauge[16].
- Ruines du château de Briseval. Louis XVI, venant de Saint-Lô et en route pour Cherbourg, y passa la nuit[17].
- Fermes-manoirs de Montergny, de Rochefort du XIXe siècle, du Clos et de Saint-Nicolas.
- Lavoirs à Tournières, Deville, au bourg, à l'Enauderie et La Planque.

Pour mémoire
- Moulin à vent. Il fut donné en 1180 par Alexandre de Liesville, premier seigneur connu du lieu, à l'abbaye de Saint-Sauveur-le-Vicomte[18].

L'église Saint-Martin
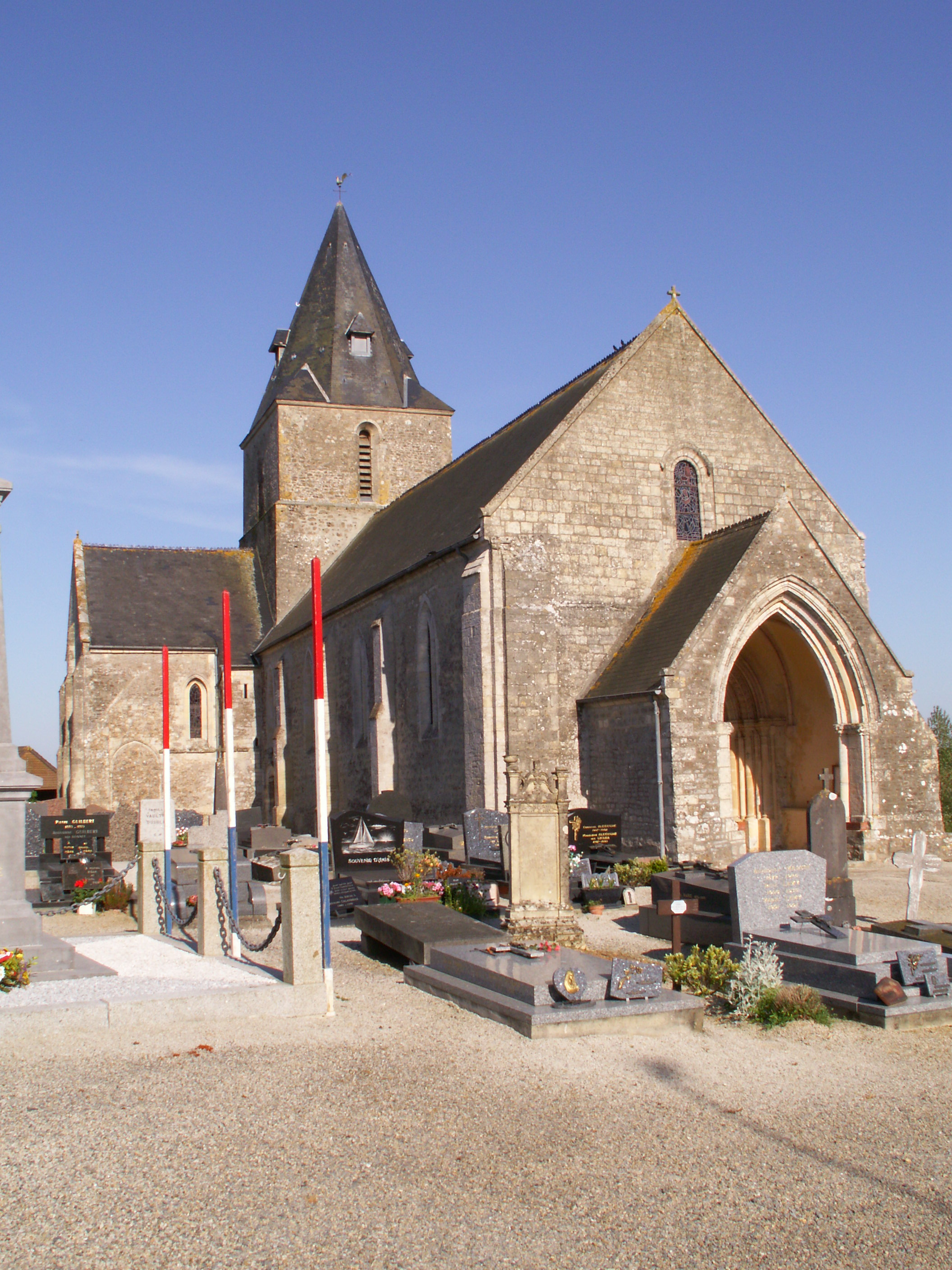
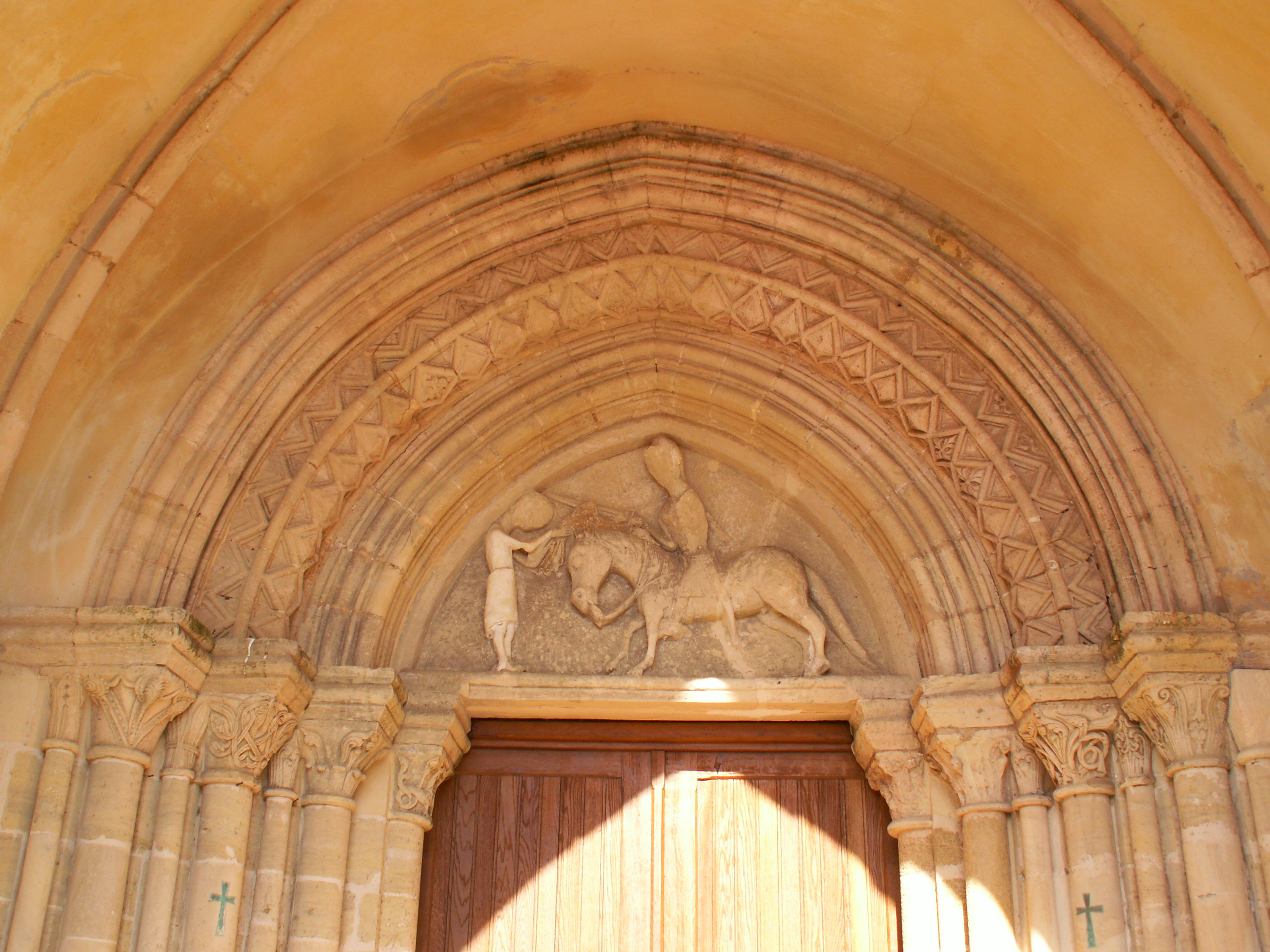
Le narthex.
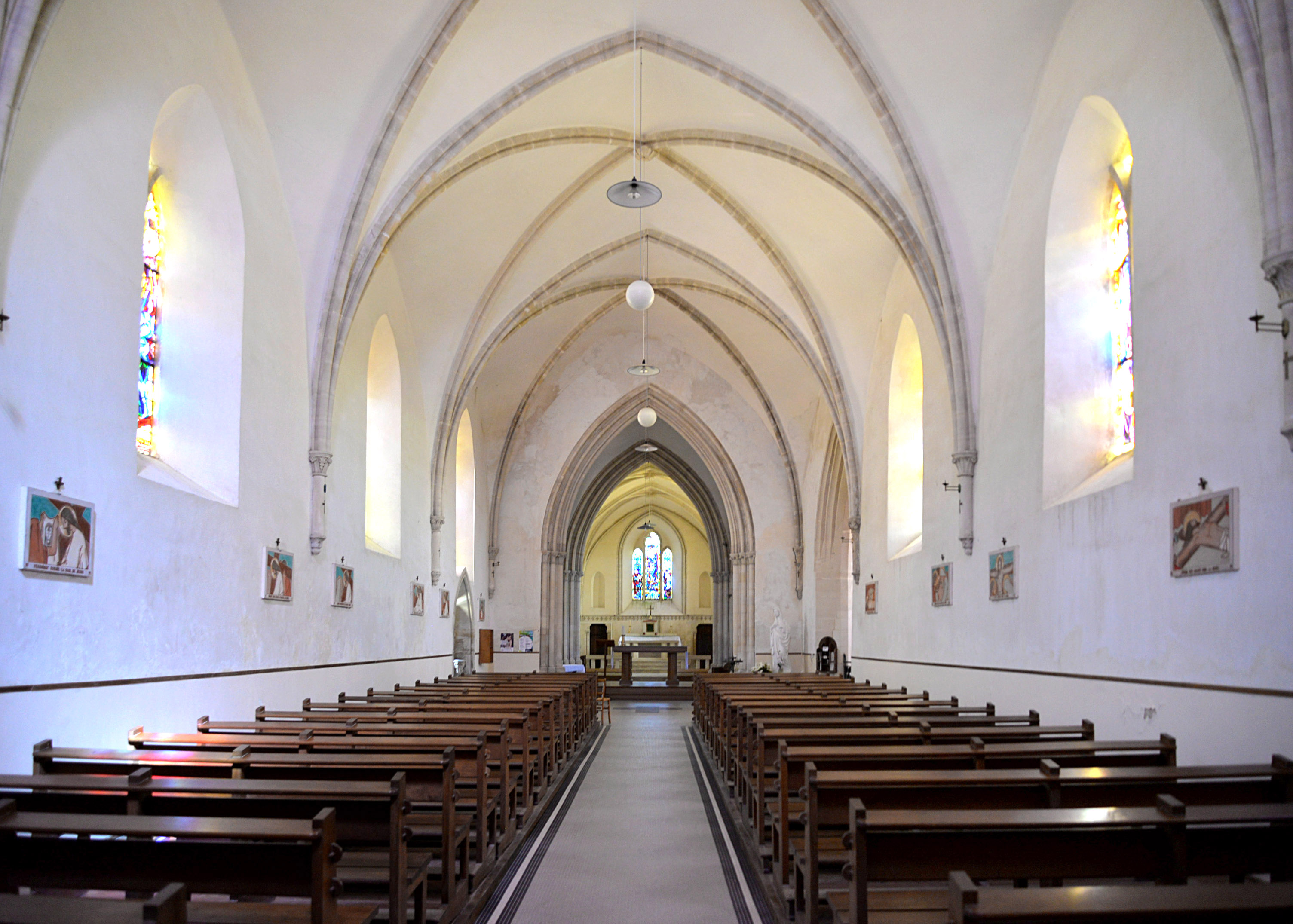
La nef.

### Personnalités liées à la commune
- Émile Lenoël (1827-1893), maire de Montmartin-en-Graignes, homme politique.